# Лоуэр-Калскаг
Лоуэр-Калскаг (англ. Lower Kalskag, центр. юпик Qalqaq) — город в зоне переписи населения Бетел, штат Аляска, США. Население по данным переписи 2010 года составляет 282 человека.

## География
Город расположен на северном берегу реки Кускокуим, в 3 км от города Аппер-Калскаг и в 143 км к северо-востоку от города Бетел.

## История
Город был инкорпорирован в 1969 году.

## Население
По данным переписи 2000 года, население города составляло 267 человек. Расовый состав: коренные американцы — 88,76 %; белые — 4,49 % и представители двух и более рас — 6,74 %.
Из 66 домашних хозяйств в 62,1 % — воспитывали детей в возрасте до 18 лет, 47,0 % представляли собой совместно проживающие супружеские пары, в 24,2 % семей женщины проживали без мужей, 16,7 % не имели семьи. 15,2 % от общего числа домохозяйств на момент переписи жили самостоятельно, при этом 1,5 % составили одинокие пожилые люди в возрасте 65 лет и старше. В среднем домашнее хозяйство ведут 4,05 человек, а средний размер семьи — 4,53 человек.
Доля лиц в возрасте младше 18 лет — 44,9 %; лиц в возрасте от 18 до 24 лет — 13,5 %; от 25 до 44 лет — 22,1 %; от 45 до 64 лет — 15,4 % и лиц старше 65 лет — 4,1 %. Средний возраст населения — 21 год. На каждые 100 женщин приходится 96,3 мужчины; на каждые 100 женщин в возрасте старше 18 лет — 98,6 мужчины.
Средний доход на совместное хозяйство — $25 625; средний доход на семью — $27 500. Средний доход на душу населения — $7654.
Динамика численности населения города по годам:
| 1950 | 1960 | 1970 | 1980 | 1990 | 2000 | 2010 |
| ---- | ---- | ---- | ---- | ---- | ---- | ---- |
| 88   | 122  | 183  | 246  | 291  | 267  | 282  |